# Thibaut Courtois
Thibaut Nicolas Marc Courtois (ur. 11 maja 1992 w Bree) – belgijski piłkarz, występujący na pozycji bramkarza w hiszpańskim klubie Real Madryt oraz w reprezentacji Belgii.
Brązowy medalista Mistrzostw Świata 2018, uczestnik Mistrzostw Świata 2014, 2018, 2022, Mistrzostw Europy 2016 i 2020.

## Kariera klubowa

### Wczesna kariera

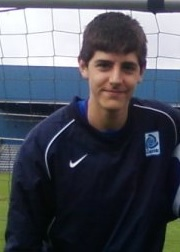
Courtois w sezonie 2010/2011.

Karierę piłkarską rozpoczynał w klubie Bilzerse VV. Następnie w 1999 roku podjął treningi w KRC Genk. W 2009 awansował do kadry pierwszego zespołu. 17 kwietnia 2009 zadebiutował w pierwszej lidze belgijskiej w zremisowanym 2:2 domowym meczu z KAA Gent. Przez pierwsze dwa sezony był rezerwowym dla Davino Verhulsta i László Kötelesa, a w sezonie 2010/2011 stał się podstawowym zawodnikiem Genku. W 2011 wywalczył z tym klubem mistrzostwo Belgii. W 40 meczach ligowych wpuścił 32 bramki i zachował 14 czystych kont.

### Chelsea
W lipcu 2011 roku Courtois dołączył do Chelsea za 9 milionów euro, podpisując 5-letni kontrakt.

### Wypożyczenie do Atlético Madryt
Po przenosinach do Anglii Courtois szybko został wypożyczony do Atlético Madryt. Otrzymał numer 13, który nosił David de Gea przed transferem do Manchesteru United.

#### Sezon 2011/2012
W dniu 25 sierpnia 2011 zadebiutował w wygranym 4:0 meczu Ligi Europejskiej z Vitória de Guimarães. Trzy dni później zadebiutował w La Liga w meczu z Osasuną, zachowując czyste konto. Został on pierwszym bramkarzem drużyny. 26 listopada 2011 otrzymał pierwszą czerwoną kartkę w karierze w meczu derbowym z Realem Madryt.
Już w pierwszym sezonie pobytu na Estadio Vicente Calderón bramkarz zdobył trofeum Ligi Europejskiej. W finale Atletico pokonało Athletic Bilbao 3:0.

#### Sezon 2012/2013
Courtois został wypożyczony na sezon 2012/2013. W pierwszym meczu nowego sezonu zagrał przeciwko Chelsea w meczu o Superpuchar Europy, a drużyna z Hiszpanii wygrała 4:1. W dalszej części sezonu Belg ustanowił rekord Atletico w meczach bez wpuszczonej bramki na swoim boisku. Passa ta trwała do meczu z Realem Sociedad, w którym Atletico przegrało 0:1. Wraz z klubem wygrał rozgrywki Pucharu Króla, pokonując w finale Real Madryt 2:1. Courtois został wybrany zawodnikiem tego meczu.

#### Sezon 2013/2014
22 czerwca 2013 Chelsea ogłosiła, że zawodnik pozostanie na wypożyczeniu do końca sezonu 2013/2014.
Courtois znowu zagrał przeciwko Chelsea w półfinałowym dwumeczu Ligi Mistrzów. Na Estadio Vincente Calderón padł wynik 0:0, a w Londynie lepsi okazali się podopieczni Diego Simeone wygrywając 3:1.
17 maja 2014 po remisie 1:1 z FC Barceloną Atletico zdobyło tytuł mistrza Hiszpanii po raz pierwszy od 1996 roku. Tydzień później bramkarz wystąpił w przegranym 1:4 finale Ligi Mistrzów przeciwko Królewskim.
Courtois został wyróżniony indywidualnie: otrzymał Trofeo Zamora (najniższa średnia straconych goli), a także został najlepszym bramkarzem Primera División w sezonie 2013/2014.

### Powrót do Chelsea
24 czerwca 2014 selekcjoner reprezentacji Belgii stwierdził, że to Courtois po powrocie do Chelsea stanie między słupkami tej drużyny. Courtois dostał numer 13, który nosił Victor Moses. 18 sierpnia 2014 zadebiutował w barwach The Blues w meczu z Burnley. 11 września 2014 podpisał nowy pięcioletni kontrakt z klubem.
1 marca z drużyną Chelsea zdobył Puchar Ligi Angielskiej. 3 maja wraz z klubem zdobył mistrzostwo Anglii i został jedynym Belgijskim zawodnikiem, który uczynił to w trzech różnych ligach. W sezonie 2016/2017 po raz drugi wywalczył tytuł mistrza kraju oraz zdobył Złote Rękawice Premier League.

### Real Madryt
8 sierpnia 2018 Real Madryt poinformował o uzyskaniu porozumienia z Chelsea w sprawie transferu Belga do hiszpańskiego zespołu.

## Kariera reprezentacyjna
W reprezentacji Belgii zadebiutował 15 listopada 2011 w zremisowanym 0:0 towarzyskim meczu z Francją.

### Mistrzostwa Świata 2014
Courtois został powołany na eliminacyjne mecze Mistrzostw Świata 2014, gdzie był pierwszym bramkarzem. Belgia awansowała do fazy grupowej zajmując 1. miejsce. Czerwone Diabły trafiły do grupy H z: Algierią, Koreą Południową i Rosją. 17 czerwca 2014 roku Courtois zadebiutował na Mistrzostwach Świata. Bramkarz tylko raz dał się pokonać z rzutu karnego, a przez kolejne dwa mecze zachował czyste konto. Belgia rozgrywki na tym turnieju zakończyła w ćwierćfinale przegrywając z Argentyną 1:0.

### Mistrzostwa Europy 2016
Courtois rozegrał wszystkie mecze eliminacyjne do Mistrzostw Europy 2016, pomagając w awansie Belgom po raz pierwszy od 16 lat. Nie wystąpił jedynie w dwóch ostatnich meczach z powodu kontuzji. Podczas fazy grupowej imprezy, bramkarz zachował dwa czyste konta, w meczu z Irlandią i Szwecją, a Czerwone Diabły awansowały z drugiego miejsca (porażka z Włochami 0:2). Belgia sensacyjnie odpadła w ćwierćfinale z Walią, przegrywając 1:3. Courtois rozegrał wszystkie pięć spotkań, w których trzy razy udało mu się nie dopuścić do utraty gola.

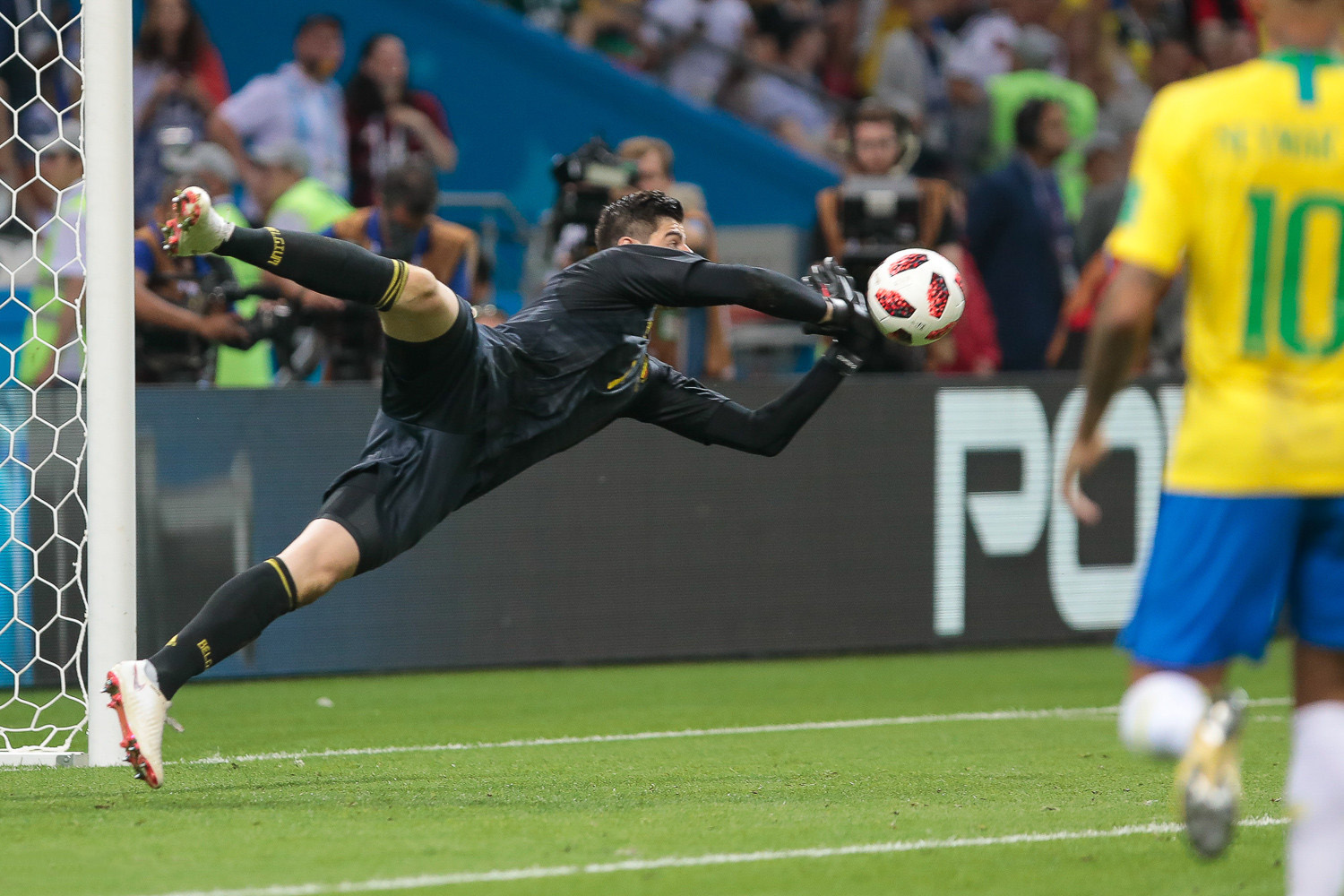
Courtois broniący strzał w meczu ćwierćfinałowym MŚ 2018 z Brazylią.

### Mistrzostwa Świata 2018
Courtois został powołany do 23-osobowej kadry Belgii na Mundial 2018 w Rosji. W grupowych zmaganiach bramkarz, dwukrotnie dał się zaskoczyć w jednym spotkaniu przeciwko Tunezji, a w pozostałych dwóch meczach z Panamą (3:0), oraz meczu decydującym o pierwsze miejsce w grupie z Anglią (1:0) zachowywał czyste konto. Jego interwencje w meczu ćwierćfinałowym z Brazylią pozwoliły Belgii awansować do półfinału po raz pierwszy od 1986 roku. Na ostatniej prostej w drodze do wielkiego finału, Courtois wpuścił jedyną i decydującą o losach tego spotkania bramkę, i to Trójkolorowi zagrali w finale. W spotkaniu o trzecie miejsce Belgia nie dała szans Anglikom, wygrywając 2:0. Był to pierwszy w historii medal tego kraju na Mistrzostwach Świata. Został wybrany najlepszym bramkarzem tego turnieju i otrzymał złote rękawice.

## Statystyki

### Klubowe
Aktualne na 14 maja 2024.
| Klub               | Sezon              | Liga                   | Liga  | Liga   | Puchar kraju | Puchar kraju | Puchar ligi | Puchar ligi | Europa | Europa | Inne  | Inne   | Łącznie | Łącznie |
| Klub               | Sezon              | Liga                   | Mecze | Bramki | Mecze        | Bramki       | Mecze       | Bramki      | Mecze  | Bramki | Mecze | Bramki | Mecze   | Bramki  |
| ------------------ | ------------------ | ---------------------- | ----- | ------ | ------------ | ------------ | ----------- | ----------- | ------ | ------ | ----- | ------ | ------- | ------- |
| KRC Genk           | 2008/09            | Belgian First Division | 1     | 0      | 0            | 0            | –           | –           | –      | –      | –     | –      | 1       | 0       |
| KRC Genk           | 2009/10            | Belgian Pro League     | 0     | 0      | 0            | 0            | –           | –           | 0      | 0      | 0     | 0      | 0       | 0       |
| KRC Genk           | 2010/11            | Belgian Pro League     | 40    | 0      | 1            | 0            | –           | –           | 3      | 0      | –     | –      | 44      | 0       |
| KRC Genk           | Łącznie            | Łącznie                | 41    | 0      | 1            | 0            | –           | –           | 3      | 0      | 0     | 0      | 45      | 0       |
| Atlético Madryt    | 2011/12            | La Liga                | 37    | 0      | 0            | 0            | –           | –           | 15     | 0      | –     | –      | 52      | 0       |
| Atlético Madryt    | 2012/13            | La Liga                | 37    | 0      | 8            | 0            | –           | –           | 0      | 0      | 1     | 0      | 46      | 0       |
| Atlético Madryt    | 2013/14            | La Liga                | 37    | 0      | 5            | 0            | –           | –           | 12     | 0      | 2     | 0      | 56      | 0       |
| Atlético Madryt    | Łącznie            | Łącznie                | 111   | 0      | 13           | 0            | –           | –           | 27     | 0      | 3     | 0      | 154     | 0       |
| Chelsea            | 2014/15            | Premier League         | 32    | 0      | 0            | 0            | 2           | 0           | 5      | 0      | –     | –      | 39      | 0       |
| Chelsea            | 2015/16            | Premier League         | 23    | 0      | 3            | 0            | 0           | 0           | 3      | 0      | 1     | 0      | 30      | 0       |
| Chelsea            | 2016/17            | Premier League         | 36    | 0      | 3            | 0            | 0           | 0           | –      | –      | –     | –      | 39      | 0       |
| Chelsea            | 2017/18            | Premier League         | 35    | 0      | 1            | 0            | 1           | 0           | 8      | 0      | 1     | 0      | 46      | 0       |
| Chelsea            | Łącznie            | Łącznie                | 126   | 0      | 7            | 0            | 3           | 0           | 16     | 0      | 2     | 0      | 154     | 0       |
| Real Madryt        | 2018/19            | La Liga                | 27    | 0      | 1            | 0            | –           | –           | 5      | 0      | 2     | 0      | 35      | 0       |
| Real Madryt        | 2019/20            | La Liga                | 34    | 0      | 0            | 0            | –           | –           | 7      | 0      | 2     | 0      | 43      | 0       |
| Real Madryt        | 2020/21            | La Liga                | 38    | 0      | 0            | 0            | –           | –           | 12     | 0      | 1     | 0      | 51      | 0       |
| Real Madryt        | 2021/22            | La Liga                | 36    | 0      | 1            | 0            | –           | –           | 13     | 0      | 2     | 0      | 52      | 0       |
| Real Madryt        | 2022/23            | La Liga                | 31    | 0      | 5            | 0            | –           | –           | 10     | 0      | 3     | 0      | 49      | 0       |
| Real Madryt        | 2023/24            | La Liga                | 3     | 0      | 0            | 0            | –           | –           | 0      | 0      | 0     | 0      | 3       | 0       |
| Real Madryt        | Łącznie            | Łącznie                | 169   | 0      | 7            | 0            | –           | –           | 47     | 0      | 10    | 0      | 233     | 0       |
| Łącznie w karierze | Łącznie w karierze | Łącznie w karierze     | 447   | 0      | 28           | 0            | 3           | 0           | 93     | 0      | 15    | 0      | 586     | 0       |

### Reprezentacyjne
Aktualne na 17 czerwca 2023.
| Reprezentacja | Rok     | Występy | Bramki |
| ------------- | ------- | ------- | ------ |
| Belgia        | 2011    | 1       | 0      |
| Belgia        | 2012    | 6       | 0      |
| Belgia        | 2013    | 7       | 0      |
| Belgia        | 2014    | 13      | 0      |
| Belgia        | 2015    | 6       | 0      |
| Belgia        | 2016    | 14      | 0      |
| Belgia        | 2017    | 8       | 0      |
| Belgia        | 2018    | 15      | 0      |
| Belgia        | 2019    | 9       | 0      |
| Belgia        | 2020    | 2       | 0      |
| Belgia        | 2021    | 13      | 0      |
| Belgia        | 2022    | 6       | 0      |
| Belgia        | 2023    | 2       | 0      |
| Ogólnie       | Ogólnie | 102     | 0      |

## Sukcesy

### KRC Genk
- Mistrzostwo Belgii: 2010/2011

### Atlético Madryt
- Mistrzostwo Hiszpanii: 2013/2014
- Puchar Króla: 2012/2013
- Liga Europy: 2011/2012
- Superpuchar Europy: 2012

### Chelsea
- Mistrzostwo Anglii: 2014/2015, 2016/2017
- Puchar Anglii: 2017/2018
- Puchar Ligi Angielskiej: 2014/2015

### Real Madryt
- Mistrzostwo Hiszpanii: 2019/2020, 2021/2022, 2023/2024
- Puchar Króla: 2022/2023
- Superpuchar Hiszpanii: 2019/2020, 2021/2022
- Liga Mistrzów UEFA: 2021/2022, 2023/24
- Superpuchar Europy UEFA: 2022, 2024
- Klubowe mistrzostwo świata: 2018

### Belgia
Mistrzostwa świata
- 3. miejsce: 2018

### Wyróżnienia
- Bramkarz Roku w Belgii: 2010/2011
- Trofeo Zamora: 2012/2013, 2013/2014
- Najlepszy bramkarz Primera División: 2013/2014
- Gracz roku w Belgii: 2013
- Najlepszy bramkarz Mistrzostw Świata: 2018
- Bramkarz Roku według IFFHS: 2018
- Jedenastka rundy jesiennej według Goal.com: 2021/2022[30]
- MVP finału Ligi Mistrzów: 2022[31]

## Życie prywatne
Jego siostrą jest libero reprezentacji Belgii Valérie Courtois, która w latach 2014–2015 występowała w polskim zespole Budowlani Łódź. Jego bratem jest Gaetan Courtois.

## Poza futbolem

### W kulturze popularnej
Inspiracja belgijskim bramkarzem skłoniła jednego z kolumbijskich fanów do stworzenia nowego, szeroko rozpowszechnionego blogu o nazwie Thibauting. W listopadzie 2013 ta nazwa stała się na tyle popularna, że postanowiono przeprowadzić sondę w celu określenia najlepszego nowego słowa sportowo-rozrywkowego w Belgii. Ostatecznie znalazło się ono na drugim miejscu. Termin ten wymawia się Tebowing.

### Kontrowersje
W lutym 2014, Courtois wywołał pewne poruszenie w reprezentacji, mówiąc o koledze z drużyny Simonie Mignolecie, który był potencjalnym rywalem o miejsce w bramce, używając słów: „Musisz wiedzieć, jak być pokornym i pełnym szacunku, i powinieneś o tym pamiętać”, pomimo faktu, że w poprzednich wywiadach Mignolet powiedział tylko, że jego ambicją jest kontynuowanie ciężkiej pracy i odzyskanie swojego miejsca w drużynie narodowej.
W kwietniu 2018, selekcjoner Marc Wilmots, który stracił pracę, oskarżył Courtois i jego ojca Thierry’ego o wyciek podstawowego składu drużyny belgijskiej, zanim miał zostać ujawniony publicznie. Bramkarz zaprzeczył takowym zarzutom.